# مرچیچی
مرچیچی (به صربی: Mrčići) یک منطقهٔ مسکونی در صربستان است که در کوسیریچ واقع شده‌است. مرچیچی ۲۹۷ نفر جمعیت دارد.